# Waldhufen
Waldhufen település Németországban, azon belül Szászország tartományban. Lakosainak száma 2365 fő (2023. december 31.). Waldhufen Hohendubrau, Vierkirchen és Königshain községekkel határos.

## Népesség
A település népességének változása:
| Lakosok száma | 2372 | 2365 | 2369 | 2354 | 2365 |
|               | 2017 | 2019 | 2021 | 2022 | 2023 |